# Sturnira erythromos
Sturnira erythromos es una especie de murciélago de la familia Phyllostomidae.

## Distribución geográfica
Se encuentra en Argentina, Bolivia, Colombia, Ecuador, Perú, y Venezuela.